# Transnistrien

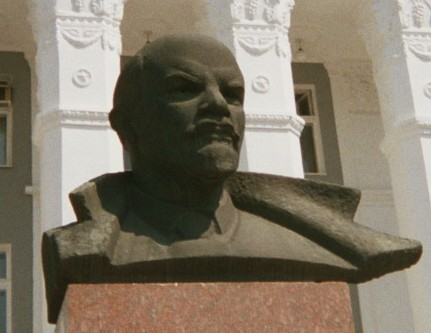
En byst av Lenin utanför Transnistriens parlament i Tiraspol.

Transnistrien (ryska: Приднестровье, Pridnestrovje, ukrainska: Придністров'я, Prydnistrovja) är en utbrytarstat, belägen i Moldavien mellan floden Dnestr och Ukraina. Transnistrien förklarade sig 1990 självständigt från Moldavien, som dock betraktar Transnistrien som en autonom region inom landet. Transnistrien får ekonomiskt och militärt bistånd av Ryssland.
Transnistrien benämner sig själv Dnestriska moldaviska republiken (ryska: Приднестровская Молдавская Республика, transkriberat Pridnestrovskaja Moldavskaja Respublika (PMR); kyrillisk moldaviska: Република Молдовеняскэ Нистрянэ, transkriberat Republica Moldovenească Nistreană, ukrainska: Придністровська Молдавська Республіка, transkriberat Prydnistrovska Moldavska Respublika).
Efter den väpnade konflikten mellan moldaviska regeringsstyrkor och transnistriska styrkor 1992, är Transnistriens ställning omstridd. Den är de jure "en autonom territoriell enhet med speciell legal status" i Moldavien, men de facto är det självständigt, eftersom den moldaviska regeringen saknar auktoritet över området. Republiken har inte erkänts av något annat erkänt land, utan bara av de delvis erkända staterna Abchazien, Nagorno-Karabach och Sydossetien. Av Europadomstolen har Ryssland ansetts utöva sådan effektiv kontroll av republiken att landet dömts vara ansvarigt för överträdelser av Europakonventionen som skett där.
Transnistrien består till största delen av en landremsa mellan floden Dnestr i väster och staten Ukraina i öster. Gränsen är 816 km lång, varav 405 km gränsar mot just Ukraina. Området, som saknar kust, har en areal på 4 163 km² och hade år 2015 en befolkning på omkring 475 000 invånare. Huvudstad är Tiraspol med omkring 134 000 invånare (2015). Näst största stad är Bender.
Utbrytarrepubliken beskriver sig själv som en parlamentarisk demokrati, där presidenten utser ministrar i regering och parlamentet godkänner ministrarna. Dessutom finns lokala folkförsamlingar, indelade utifrån administrativa regioner. Parlamentet styrs av en talman. President är sedan december 2016 Vadim Krasnoselskij.
Transnistrien har egen förvaltning över bland annat postväsende, polis, tullmyndighet, militärt försvar, valuta, centralbank, rättsväsende och skatteväsende. Transnistriens valuta, transnistrisk rubel, är konvertibel till andra valutor men handlas inte utanför Transnistrien.

## Etymologi
Transnistria är och betyder "på andra sidan Dnestr" på rumänska. Detta namn användes tidigare för det område som axelmakterna ockuperade från 19 augusti 1941 till 29 januari 1944. Området sträckte sig mellan Dnestr och Bessarabien i väst och Södra Bug i öst. Området administrerades av det dåvarande fascistiska Rumänien och det fanns ett antal koncentrationsläger där.
Utbrytarrepublikens egna namn på ryska är Pridnestróvskaja Moldávskaja Respúblika, i vardagligt tal Pridnestróv'je (Pridnestrovie). På ryska betyder detta "ett land vid floden Dnestr", och det är så landet kallas vid officiell translitterering. Den moldaviska regeringen undviker den gamla benämningen Transnistrien, och kallar istället republiken för Stînga Nistrului, vilket betyder "Dnestrs vänstra flodbank". Den officiella moldaviska benämningen på den autonoma regionen är Unitatea Administrativ-Teritorială din Stînga Nistrului (på svenska "Den administrativa territoriella enheten på Dnestrs vänstra flodbank"). Utbrytarrepubliken anser att den ska benämnas Republica Moldovenească Nistreană på moldaviska (rumänska), vilket översatt till svenska skulle bli "Dnestriska moldaviska republiken".

## Historia
Området där Transnistrien idag ligger har varit bebott av indoeuropeiska stammar i årtusenden, och området kom att hamna mellan Dakien och Skytien. Omkring 600 före Kristus grundades den grekiska kolonin Tyras vid Dnestrs mynning, nära det som idag är Transnistriens huvudstad Tiraspol.
Omkring 450 före Kristus beboddes området öster om Dnestr av sarmater, som var ättlingar till skyterna. Området blev några hundra år senare formellt en del av Sarmatien och förbands med Skytien. Dnestr blev Sarmatiens gräns mot väster och mot Dakien, som är ursprunget till dagens Rumänien och Moldavien.
Under tidig medeltid befolkades Transnistrien av sydslaver och turkiska nomader. Det bulgariska khanatet nådde ända upp till Dnestr. På andra sidan av Dnestr bildades furstendömet Moldau. Furstendömet existerade mellan cirka 1350 och 1859. Detta furstendöme kom aldrig att inkludera området där Transnistrien ligger idag, även om folken och kulturen skiljde sig åt.
År 1450 blev området en formell del av storfurstendömet Litauen. Nordliga influenser kan ses i Transnistriens arkitektur och kultur, eftersom området var en del av Polsk-litauiska samväldet.
År 1792 erövrade ryska imperiet södra delen av Transnistrien som ett resultat av det rysk-turkiska kriget 1787–1792, den norra delen kom under rysk kontroll 1793 i samband med Polens andra delning, och Dnestr blev imperiets sydvästra gräns. Bender blev ett fäste för att försvara imperiets gräns och i Tiraspol byggdes en fästning. Som området främst befolkades av nomader skedde en omfattande kolonisation där, av moldavier och rumäner men även av ukrainare, ryssar, polacker och tyskar. Sedan Bessarabien lagts under ryskt styre 1812 upphörde Transnistrien att vara gränsregion. När Moldavien efter första världskriget tillföll Rumänien, förblev Transnistrien en del av Ryssland.
Under Sovjetunionen blev området 1924 Moldaviska autonoma socialistiska rådsrepubliken, som också inkluderade en del av Ukraina. Däremot inkluderade den inte någon del av själva Moldavien, eftersom Moldavien ingick i Rumänien. Gränsen däremellan var Dnestr. Avsikten var att området som delvis befolkades av rumäner och moldavier skulle utgöra en språngbräda för att kunna sprida revolutionen in i det egentliga Moldavien.
Den 23 augusti 1939 undertecknades Molotov-Ribbentroppakten, och i ett hemligt tilläggsprotokoll delades östra Europa så att Transnistrien och även Moldavien hamnade i den sovjetiska intressesfären. Röda armén invaderade därefter Rumänien och tog Bessarabien, som 1940 kom att bli Moldaviska SSR. Resultatet blev att Transnistrien och Moldavien sammanfördes administrativt av ryssarna.
Michail Gorbatjovs glasnost under 1980-talet ledde till ökad frihet på regional nivå, och flera informella rörelser uppstod och med det en prorumänsk nationalism bland etniska moldavier. Dessa förespråkade att Moldaviska SSR skulle förenas med Rumänien. De förespråkade även att moldaviska skulle bli det officiella språket och att enbart det latinska alfabetet skulle användas. Vissa förespråkade även att ryssar och ukrainare skulle fördrivas.
Den 31 augusti 1989 beslöt Moldaviska SSR:s Högsta sovjet att moldaviska skulle vara det enda officiella språket, och att moldaviska endast skulle skrivas med latinska bokstäver. Landets etniska minoriteter kände sig hotade av denna prorumänska hållning och fruktade en framtida inkorporering med Rumänien.
Som ett svar på detta hölls en folkomröstning om självständighet i Transnistrien. I Rybnitsa röstade 91,9 procent för och i Tiraspol röstade 96 procent för. Det hölls en kongress[förklaring behövs] den 2 juni 1990 ett föreslag antogs om att folkomröstningar skulle hållas på alla andra orter i Transnistrien också. Folkomröstningar hölls i Bender, Grigoriopol, Dubăsari och Slobozia. Valdeltagandet var 79 procent och 95,8 procent röstade för att Transnistrien skulle bli en självständig stat. Därpå utropades den Dnestriska Moldaviska Socialistiska Sovjetrepublikens självständighet den 2 september 1990.
Två månader senare attackerade moldaviska trupper en fabrik i Dubăsari. Ryska och ukrainska frivilliga kom till undsättning på Transnistriens sida. Den 2 mars 1992 började kriget om Transnistrien. Under 1992 bombade moldavisk militär Bender och delar av Tiraspol. Den ryska fjortonde armén, som fanns kvar i Transnistrien sedan Sovjettiden, stoppade stridigheterna, bland annat genom att placera sig på gränsen mellan Transnistrien och Moldavien. Den 21 juli 1992 överenskoms om eldupphör mellan Rysslands president Boris Jeltsin och Moldaviens president Mircea Snegur. Omkring 700 personer dödades i kriget.
Transnistrien är medlem av Icke erkända staters samvälde.

## Geografi

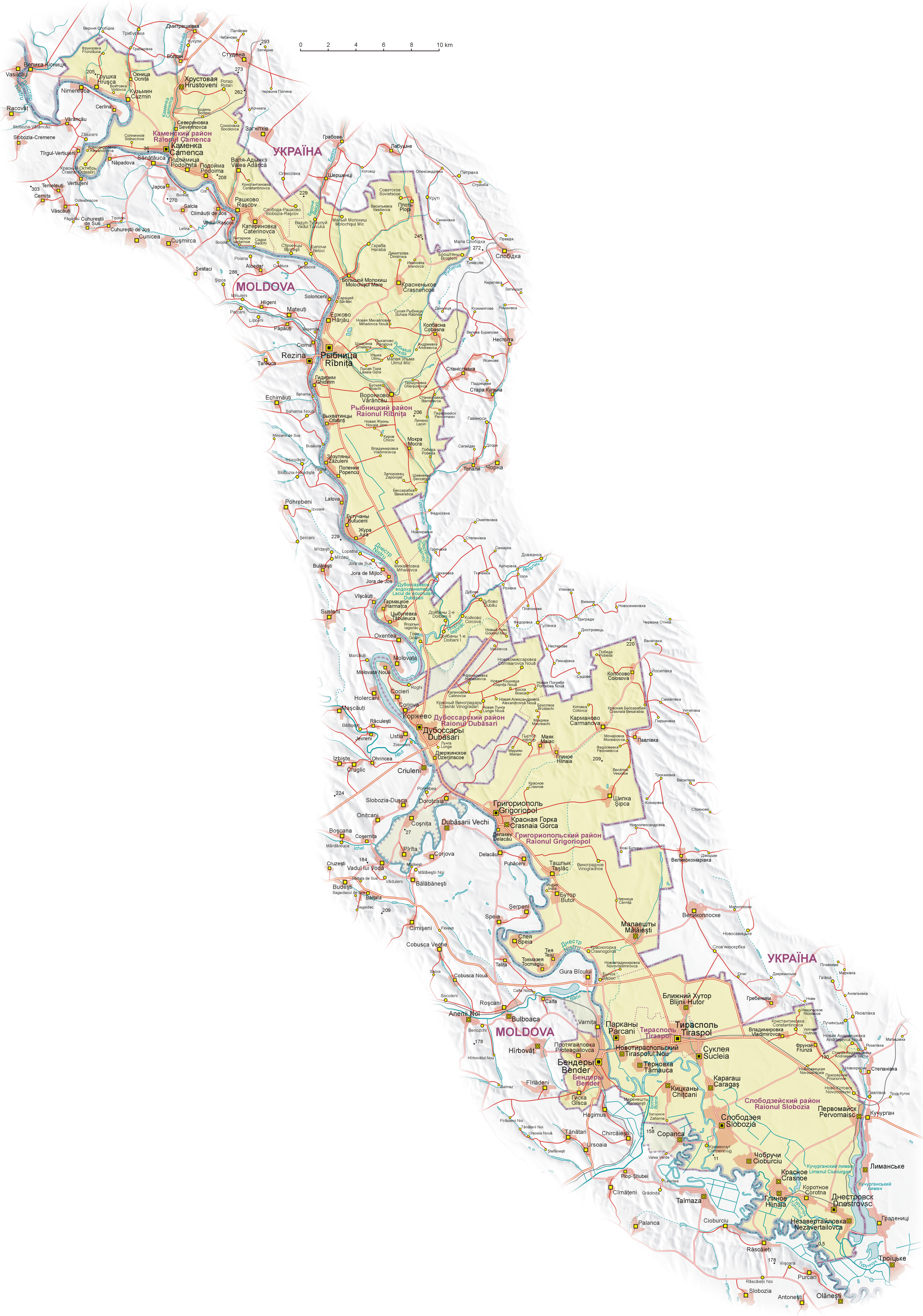
Karta över Transnistrien.

Transnistrien har en yta på 4 163 km². 
Transnistriens gräns är 816 km, varav 405 km gränsar mot Ukraina. Landet saknar kust. Den 1792 grundade huvudstaden Tiraspol ligger i Transnistriens södra del. Näst största stad är Bender. Andra städer är Rybnitsa,  Dubăsari, Grigoriopol, Kamenka och Slobozia.

### Klimat
Området har ett kontinentalt klimat med mild och torr vinter. Våren är förhållandevis tidig. Somrarna är långa och varma och hösten är varm och lång. Landet har ett gynnsamt klimat och bra jord för odling av till exempel vindruvor, aprikoser, persikor, körsbär, sockerbetor, solrosor, tomater och ärtor.

### Flora och fauna
Den naturliga vegetationen upptar endast ett litet område. År 2000 utgjorde åkermarken 90 procent av hela territoriet, och skogen har bevarats som ett separat sammanhängande område på 31,1 tusen hektar (åtta procent av hela territoriet). I skogarna växer lövträd, och det vanligaste trädet är ek.
I norra delen av landet, längs Dnestrflodens terrasser och åsar i Podoliens högland, som av lokalbefolkningen kallas "lilla Schweiz", med skogsstäpp och slättland. På stäppen i Kamenkaregionen finns skogsvegetation kvar på branta sluttningar och längs Dnestrs bifloder. Där växer avenbok och ek, med inslag av lind, lönn och alm, och i söder växer ullek.
På branta sluttningar och impediment vid Dubăsari växer bland annat svingel och fjädergräs. Där kan man även finna små törnbuskar, hagtorn, vilda rosor, fågelbär, karagan. Vid Dnestrs nedre lopp finns små skogsområden med ek, lundalm, asp, naverlönn, alm, pil. I de djupa dalarna och de övre ravinerna finns stora områden med ekdungar.
På stäppen vid Kutjurgan är vegetationen nästan helt förstörd. Skogar och buskar upptar omkring fem procent. Dominerande arter är olika sorters gräs: fjädergräs, svingel, andropogon, tofsäxing, gröen, kamvete och timotej.
Den unika vegetation som bildas på ytan av kalkstensåsar längs Dnestr och dess biflöden skapar en särskild grupp av växtorganismer – kalcifyter (som trivs i kalkrik jord). Den mest framträdande är en ginst, Genista tetragona, som inte är känd någonstans utanför sydvästra Europa. Den är fridlyst och står rödlistad som utrotningshotad växt.
Djurriket är ganska varierande, med mer än tolvtusen arter. I våtmarkerna finns gräsand, årta, stjärtand, sothöna och enkelbeckasin. Bland träd och buskar kan man se ringduva och turturduva, och på åkrar och stäpp finns fasan, vaktel och duva. Jakt är vanlig på hare, räv, bisamråtta, vildsvin och rådjur. 
Viktigast för fiske är Dnestrs avrinningsområde, som inkluderar de dammar som finns vid Dubăsari och Kutjurgans vattenkraftverk, och dessutom utloppet från Turuntjuk. Den viktigaste kommersiella fisken i Transnistrien är karp, silverruda, braxen, mört och sill. Under de senaste åren har vimma och skärkniv nästan helt försvunnit, och detsamma gäller sterlett. 
Ovanför Dubăsaridammen inrättades 1988 nationalparken Jagorlyk. Av dess yta på 1 008 hektar utgör vattenytan 20 procent. Den största delen av nationalparken utgörs av kalkstensåsar med en unik flora och fauna.

### Administrativ indelning

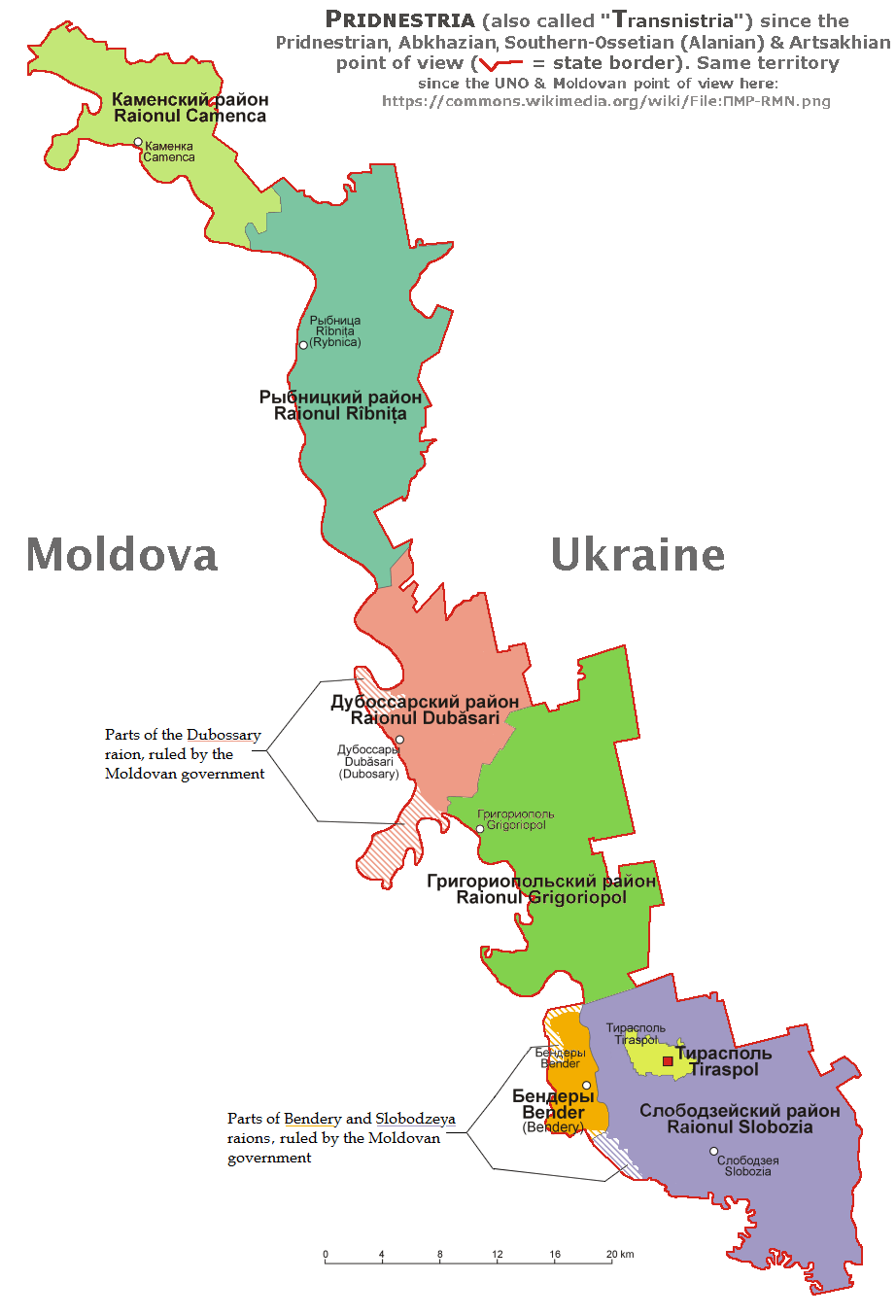
Regioner i Transnistrien.

Transnistrien är indelad i sju administrativa enheter: fem regioner och de två städerna Tiraspol och Bender. 
| Administrativ enhet | Administrativt centrum | Läge |
| ------------------- | ---------------------- | ---- |
| Tiraspol            | -                      |      |
| Bender              | -                      |      |
| Dubăsariregionen    | Dubăsari               |      |
| Grigoriopolregionen | Grigoriopol            |      |
| Kamenkaregionen     | Camenca                |      |
| Rybnitsaregionen    | Rîbnița                |      |
| Sloboziaregionen    | Slobozia               |      |

## Politik och statsskick
Transnistrien är en konstitutionell demokrati, där presidenten är både statsöverhuvud och regeringschef. Regeringen har den verkställande makten och parlamentet stiftar lagar. Landet har flerpartisystem och ett enkammarparlament som kallas Högsta sovjet (Högsta rådsförsamlingen). Alla medborgare över 18 år har rösträtt. Enligt Transnistriens konstitution skall folkomröstningar och fria val vara den högsta direkta manifestationen av folkets makt[förklaring behövs].

### Presidentval

Presidentens standar.

Presidenten väljs för en period av fem år. Det senaste presidentvalet genomfördes i december 2021. 

### Valsystem
Parlamentsledamöter väljs i enmansvalkretsar och enkel (relativ) majoritet.

### Folkomröstningar
Det har genomförts sju folkomröstningar i Transnistrien sedan 1989, varav sex förklarats giltiga.
- December 1989–november 1990 – folkomröstning om bildandet av den Dnestriska Moldaviska Socialistiska Sovjetrepubliken. Valdeltagandet var 79 procent. 95,8 procent röstade för skapandet av den nya republiken.[22]
- 17 mars 1991 - folkomröstning i hela dåvarande Sovjetunionen om bevarandet av Sovjetunionen i en reformerad form. Moldavien bojkottade folkomröstningen, men den genomfördes trots detta i Transnistrien. En majoritet av väljarna röstade för att behålla den förnyade unionen.
- 1 december 1991 – folkomröstning om formell självständighet för den nu omdöpta Dnestriska Moldaviska Republiken. Valdeltagandet var 78 procent och 97,7 procent röstade för full självständighet.[22]
- Den 26 mars 1995 hölls en folkomröstning om den forna 14:e ryska arméns kvarvarande trupper. Mer än 90 procent stödde att ryska trupper skulle stanna i Transnistrien.
- 24 december 1995 – folkomröstning om antagandet av en ny konstitution för Transnistrien, och en begäran om inträde i Oberoende staters samvälde (OSS). 81,8 procent godkände den nya konstitutionen som förklarade Transnistrien självständigt från Moldavien, och 90,6 procent röstade för att begära inträde i OSS.
- 6 april 1995 – folkomröstning om införandet av privat markegendom, vilken förklarades ogiltig, eftersom valdeltagandet var lägre än 50 procent.
- 17 september 2006 – en andra folkomröstning om Transnistriens självständighet. Valdeltagandet var 78,6 procent. 97,2 procent förklarade sig stödja självständighet i kombination med fri associering till Ryska federationen.[23] En andra fråga avsåg att avstå från Transnistriens oberoende ställning och bli en del av Republiken Moldavien. 94,9 procent motsatte sig detta.

När Kosovo utropade sin självständighet den 18 februari 2008 meddelade Transnistriens regering att eftersom landet sedan mer än 17 år tillbaka de facto är självständigt borde Transnistrien bli erkänt internationellt. Bland annat Moldavien och Rumänien motsätter sig detta.

## Demografi

### Befolkning
Transnistrien hade en stor nettoutflyttning efter den utropade självständigheten, framför allt till Moskva och Kiev. År 1989 bodde det i området som i dag är Transnistrien ungefär 750 000 personer, men år 2004 hade befolkningen minskat till 555 500. Under år 2013 var antalet inflyttade 2 245 och antalet utflyttade 3 952 och i början av 2014 var folkmängden 505 100, en minskning med 4 300 sedan föregående år. Att befolkningen minskar beror också på att nativiteten är lägre än mortaliteten. Antalet nyfödda var 4.825 och antalet döda var 6.867.

### Etnicitet
Transnistrien är ett multietniskt samhälle. Enligt folkräkningen 2015 var den sammanlagda befolkningen 475 373 vilket var en nedgång med 14,5 % från den närmast föregående folkräkningen 2004. Det fanns 29 procent moldavier, 29 procent ryssar, och 23 procent ukrainare i landet. Dessutom finns andra etniska grupper, framför allt bulgarer, gagauzer och belarusier.

### Religion
Transnistrien är en sekulär entitet. Ingen religion får vara statsstödd eller tvingande. Religiösa sammanslutningar skall vara oberoende av staten och lika inför lagen. Mer än 80 procent av befolkningen säger sig vara rysk-ortodoxa.

### Språk
Moldaviska (rumänska), ryska och ukrainska är officiella språk. Ryska används dock som lingua franca. Till skillnad från i (det övriga) Moldavien skrivs moldaviska i Transnistrien med det kyrilliska alfabetet.

## Ekonomi

### Transnistriens ekonomiska historia
År 1990, före Sovjetunionens fall, stod Transnistrien för 90 procent av det dåvarande Moldaviens hela BNP, och Transnistrien stod för 40 procent av Moldaviens energiproduktion. Efter Transnistriens självständighet har åtgärder vidtagits för att skapa en nationell ekonomi. Bland annat grundades en nationell centralbank 1992, och 1994 infördes den nationella valutan, transnistriska rubeln. I början på 2000-talet genomfördes privatiseringar, och många av företagen hamnade i privata händer och hos utländska investerare. Till exempel såldes skofabriken "Danastr" till ett italienskt företag och det elektrotekniska företaget "Moldavkabel" såldes till ett företag från Sankt Petersburg. De största investeringarna kom likaledes från Ryssland.
Transnistriens största företag är stålverket Uzina Metalurgică Moldovenească ("Moldaviens stålverk") i Rîbnița, som ägs av ryska Metalloinvest Holding, Det största teko-företaget är Tirotex i Tiraspol. Energisektorn domineras av ryska företag, varav de största är Kuchurgans kraftverk i Dnestrovsc, som ägs av  ryska Inter RAO UES, och naturgasföretaget Tiraspoltransgas. 
Transnistriens näst största företag är konglomeratet Sheriff, med bland annat detaljhandel, bensinstationer, bokförlag, byggföretag, fordonsförsäljninge, bagerier och mobiltelefoni. 
År 2006 införde Moldavien och Ukraina en ekonomisk blockad mot Transnistrien. Blockaden innebar att Ukraina inte släppte in varor som var klarerade av den transnistriska tullen. Ukraina lät endast varor med moldavisk tullklarering passera, vilket innebar en kraftigt minskad export för Transnistrien. Senare samma månad införde Ryssland en blockad av moldaviska viner till Ryssland.

### Transnistriens ekonomi
Transnistrien hade under början av 2000-talet en relativt hög ekonomisk tillväxt, men drabbades av den globala finanskrisen. I januari 2015 förklarade regeringen att budgetmedlen bara var en fjärdedel jämfört med föregående år. Löner kunde därför inte betalas ut i tid. Ekonomin har också drabbats hårt av att de ryska, ukrainska och moldaviska valutorna deprecierats kraftigt, samtidigt som den transnistriska rubeln varit fortsatt stark. I april 2015 noterades att exporten hade minskat med 30 procent och importen hade minskat med 20 procent jämfört med motsvarande period 2014. I februari 2015 infördes ett "särskilt förfarande för att finansiera löner och pensioner", enligt vilket bara 70 procent av lönerna och pensionerna utbetalas.
Några ekonomiska indikatorer:
| År   | Årlig real BNP-tillväxt (procent)1 | Total BNP (miljoner USD) | BNP per capita (USD) | Årlig inflation (procent) | Handelsbalans (miljoner USD) | Budgetunderskott (miljoner transnistriska rubel) |
| ---- | ---------------------------------- | ------------------------ | -------------------- | ------------------------- | ---------------------------- | ------------------------------------------------ |
| 2004 | 16,2                               |                          |                      |                           |                              |                                                  |
| 2005 | 11,8                               |                          |                      |                           |                              |                                                  |
| 2006 | 7,7                                | 585,6                    | 1076,3               | 8,9                       | -316,2                       | 11,6                                             |
| 2007 | 11,7                               | 808,4                    | 1505,1               | 29,4                      | -404,6                       | 393,9                                            |
| 2008 | 0,2                                | 1000,2                   | 1885,3               | 25,1                      | -712,6                       | 554,4                                            |
| 2009 | 8,3                                | 960,9                    | 1830,2               | 5,7                       | -535,7                       | 2041,9                                           |
| 2010 | -1,8                               | 992,5                    | 1907,7               | 13,2                      | -709,7                       | 1386,7                                           |
| 2011 | -2,6                               | 1005,2                   | 1949,3               | 16,0                      | -1041                        | 1560,3                                           |
| 2012 | 3,8                                | 1057,2                   | 2061,1               | 10,4                      | -1101                        | 1204,3                                           |
| 2013 | 2,4                                | 1053,2                   | 2076,2               | 3,6                       | -1060                        |                                                  |
| 2014 | 3,4                                | 1100                     |                      | 1,0                       | -919                         |                                                  |
| 2015 | -20,2                              | 870                      | 1723                 |                           |                              |                                                  |
| 2016 | 17,8                               |                          |                      |                           |                              |                                                  |

1Mätt i transnistriska rubel
Som tabellen visar har budgetunderskottet varit stort varje år, och den aggregerade statsskulden översteg 3 miljarder dollar i mars 2012. Detta kan jämföras med den samlade bruttonationalprodukten som var 1 miljard dollar. Alltså var statsskulden som andel av BNP över 300 procent. Statsskulden och det enorma handelsbalansunderskottet härrör till stor del från inköp av billig gas från Ryssland.
Arbetslösheten är låg i ett europeiskt perspektiv, 2016 omkring 3,4 procent.
Transnistriens ekonomi bygger till största delen på industriföretag som byggdes upp under sovjettiden, till exempel vattenkraftverken i Dnestrovsk och Dubăsari, smältverket i Rybnitsa, textilfabriken Tirateks i Tiraspol och konjaksfabriken Kvint i samma stad.

## Samhälle
Mot bakgrund av att Transnistrien utropades som ett multietniskt land, antog det de mest långtgående normerna för mänskliga rättigheter och skydd av minoriteter.
Konstitutionen bygger på demokrati, rättsstatsprincipen och respekten för mänskliga rättigheter. Transnistrien grundades på minoriteters rättigheter i en tid då etniska minoriteter åsidosattes och undertrycktes.
Den amerikanska organisationen Freedom House mäter graden av politisk frihet och mänskliga rättigheter i alla världens länder och även regioner som förklarat självständighet likt Transnistrien. Enligt deras rapport för 2010 bedöms Transnistrien vara ett "icke fritt land" med betyget 6 (7 är sämst) för både politisk frihet och mänskliga rättigheter.

## Sport
FC Sheriff Tiraspol är ett fotbollslag som spelar i moldaviska ligan och gjort bra ifrån sig i Europacuperna.

## Infrastruktur
Järnväg förbinder i söder städerna Tiraspol och Bender med Ukraina och Moldavien, och i norr staden Rybnitsa. 
I Tiraspol och Bender upprätthålls kollektivtrafiken av trådbussar och bussar.
Transnistrien saknar flygplats för reguljära flyglinjer. Närmaste flygplatser är Chișinăus internationella flygplats och Odessas internationella flygplats.

## Sovjetnostalgi
I Transnistrien har de sovjetiska symbolerna behållits i stor utsträckning, ibland transformerade till nationalsymboler. Bland annat har landet hammaren och skäran som statsvapen,  och uniformerade poliser och militärer har sovjetiska symboler på sina huvudbonader. I Tiraspol finns en staty av Lenin utanför parlamentet, och en annan utanför stadshuset. Transnistriens flagga liknar Moldaviska SSR:s flagga, och på ena sidan flaggan finns hammaren och skäran med, dock ej på den andra.